# Delta-Air-Lines-Flug 1086
Auf dem Delta-Air-Lines Flug 1086 (Flugnummer auch DL 1086, Rufzeichen DAL1086) verunglückte am 5. März 2015 eine McDonnell Douglas MD-88 kurz nach der Landung auf dem New Yorker Flughafen LaGuardia. Das Flugzeug der Delta Air Lines, welches auf dem Flughafen Atlanta gestartet war, kam von der Landebahn ab. Es kollidierte mit dem danebenliegenden Deich, durchschlug den Flughafenzaun und kam nach etwa 290 Metern zum Stehen. Alle Insassen überlebten den Unfall, doch 24 Passagiere erlitten leichte Verletzungen. Das Flugzeug wurde dabei strukturell stark beschädigt.

## Flugzeug

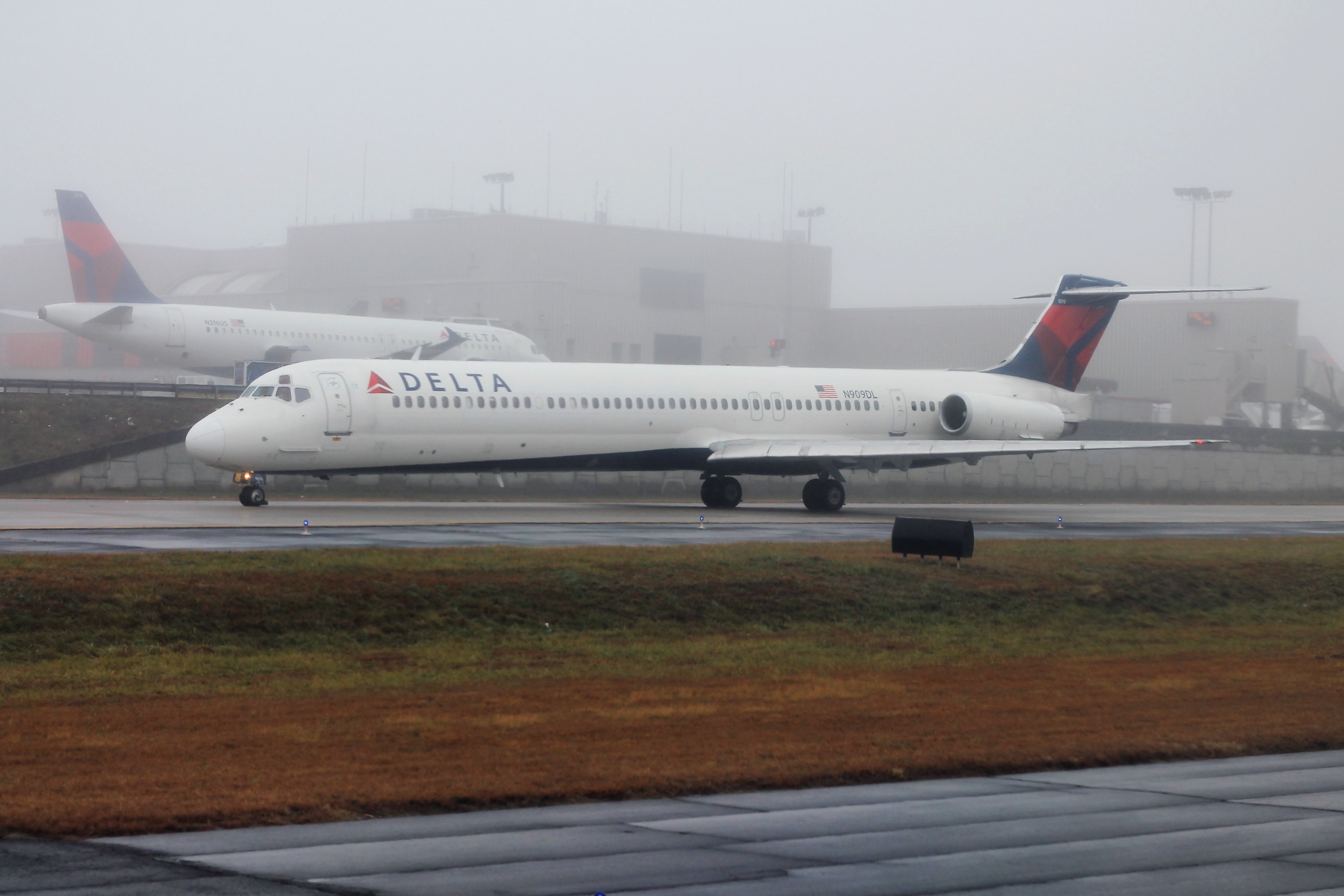
Das Flugzeug, welches in den Flugunfall verwickelt war, auf dem Flughafen Atlanta im Januar 2015

Die Maschine war eine McDonnell Douglas MD-88 mit dem Luftfahrzeugkennzeichen N909DL und der Seriennummer 49540. Das Flugzeug operierte im Auftrag der Delta Air Lines und war im Besitz der Wilmington Trust Company aus Wilmington, Delaware. Es wurde im Jahr 1987 erbaut und erstmals am 19. Januar 1988 registriert. Die Maschine stand ausschließlich im Dienst der Delta Air Lines, seitdem sie in Betrieb genommen wurde.
Das Flugzeug wurde auf dem Douglas-Fabrikgelände in Long Beach, California zusammengebaut. Es hatte zum Zeitpunkt des Unfalls insgesamt 71.195,54 Flugstunden und 54.865 Flugbewegungen vorzuweisen. Der letzte C-Check fand am 22. September 2014 in Jacksonville statt. Der letzte A-Check wurde am 2. März 2015 in Tampa durchgeführt.
Mit Stand März 2015 war Delta im Besitz von 117 MD-88. Das Durchschnittsalter dieser Flugzeugtypen lag bei 24,2 Jahren. Sie stellen dabei den ältesten Flugzeugtyp in der Flotte dar.

## Flugverlauf

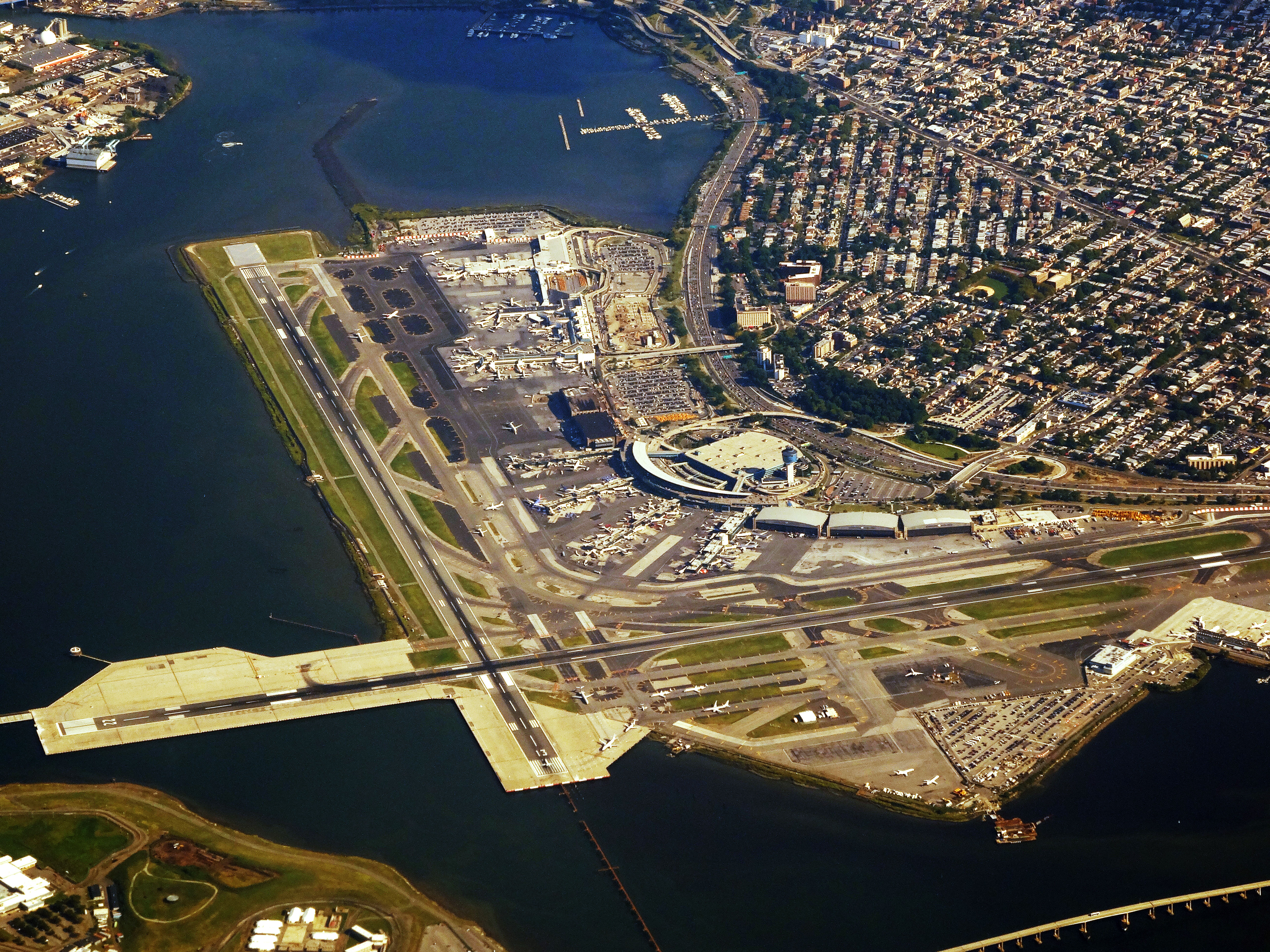
Der Flughafen New York-LaGuardia; die Landebahn 13 befindet sich senkrecht im Bild

Der Flug 1086 startete planmäßig um 08:45 Uhr Ortszeit von dem Hartsfield–Jackson Atlanta International Airport. Die Ankunftszeit am LaGuardia Airport wurde mit 10:48 Uhr berechnet. Zu dem Zeitpunkt befand sich der LaGuardia Airport bei starkem Schneefall unter einer Nebelbank. Beim Anflug informierte der Kapitän per Lautsprecherdurchsage die Passagiere, dass Wetterprobleme die planmäßige Ankunftszeit verzögern könnten.

## Unfallhergang
Das Flugzeug befand sich im normalen Sinkflugverfahren beim Endanflug zur Landebahn 13. Es befand sich auf der Linie des Aufsetzpunktes. Der Autopilot blieb bis 70 Meter über Grund aktiviert. Die Fluggeschwindigkeit betrug etwa 140 Knoten im Endanflug und 133 Knoten beim Aufsetzen. So setzte die Maschine um 11:02 Uhr Ortszeit mit dem Hauptfahrwerk auf der Landebahnmarkierung auf. Etwa sechs Sekunden später scherte die MD-88 um 10 Grad nach links aus und rutschte auf dem verschneiten Flughafen bis etwa 1200 m Entfernung zum Ende der Start- und Landebahn 13. Der linke Flügel traf den Flughafenzaun, die Maschine streifte etwa 290 m am Zaun entlang und kam dann mit der Nase in Richtung der Böschung zum Stillstand.
Die Struktur der Maschine wurde stark beschädigt. Die Hauptschäden befanden sich an der Profilnase, an den Vorflügeln, den hinteren Auftriebshilfen und den Störklappen. Der Tank des linken Flügels wurde bis zu den Auftriebshilfen versetzt. Der gesamte untere Rumpf bis zur Flugzeugsnase war stark beschädigt, so auch das vordere Fahrwerk.
Die Kabinenbesatzung leitete unverzüglich nach dem Unfall eine vollständige Evakuierung ein. Währenddessen lief der restliche Treibstoff aus. 23 oder 24 Passagiere erlitten während des Evakuierungsvorgangs leichte Verletzungen, konnten jedoch bereits am 9. März 2015 wieder aus dem Krankenhaus entlassen werden.
Der Flughafen wurde sofort nach dem Unfall für den an- und abfliegenden Verkehr gesperrt. Der Flugbetrieb konnte bereits um etwa 14:30 Uhr auf der anderen Start- und Landebahn wieder aufgenommen werden. Die Bahn 13 blieb bis zum nächsten Tag geschlossen. Um etwa 10:30 Uhr des Folgetags erklärten die Einsatzkräfte den Einsatz für beendet und das beschädigte Flugzeug wurde in einen Hangar transportiert, um die Schäden zu begutachten.

## Unfallursache
Mehrere Faktoren haben den Unfall begünstigt. Eine der Ursachen für den Zwischenfall war, dass der fliegende Pilot (Pilot flying) die Störklappen falsch eingestellt hatte. Zudem soll die Bremseinstellung auf „Maximal“ eingestellt worden sein. Deswegen gingen die Piloten zunächst von einem Defekt der Radbremsen aus. Das NTSB, welches die Ermittlungen zu den Flugunfall durchführte, ermittelte, dass etwa 20 bis 25 Minuten vor dem Unfall die Landebahn zuletzt geräumt worden war. Die Piloten gaben außerdem an, dass sie das Abdriften nach links nicht verhindern konnten.
Das NTSB empfahl in seinem Abschlussbericht vom 2. April 2015 eine Änderung in den Handbüchern der MD-88. So sollten die Piloten bei einer rutschigen Bahn eine Begrenzung des Triebwerksdruckverhältnis (engine pressure ratio, EPR) der Schubumkehr zu 1,3 vorziehen und diesen Wert nicht übersteigen. Im Falle des Fluges DL 1086 stieg der EPR-Wert auf 1,9 an. Dies geschah etwa sechs Sekunden nach dem Aufsetzen.
Laut einem Artikel des Wall Street Journal vom 9. März 2015 soll es den Piloten und Luftfahrtexperten der MD-88 schon länger bekannt sein, dass beim Aktivieren der Schubumkehr und zeitgleichen Abdriften nach links oder rechts die Ruderausschläge nicht leistungsstark genug sind um dem entgegenzuwirken.

## Passagierliste
| Staat              | Anzahl |
| ------------------ | ------ |
| Kanada             | 2      |
| Brasilien          | 1      |
| Vereinigte Staaten | 129    |
| Insgesamt          | 132    |